# Edvin Mattiasson
Edvin Mattiasson, född 16 april 1890, död 15 mars 1975, var en svensk brottare. Han blev olympisk bronsmedaljör i grekisk-romersk stil  -67,5 kg i Stockholm 1912.